# Pyrobombus

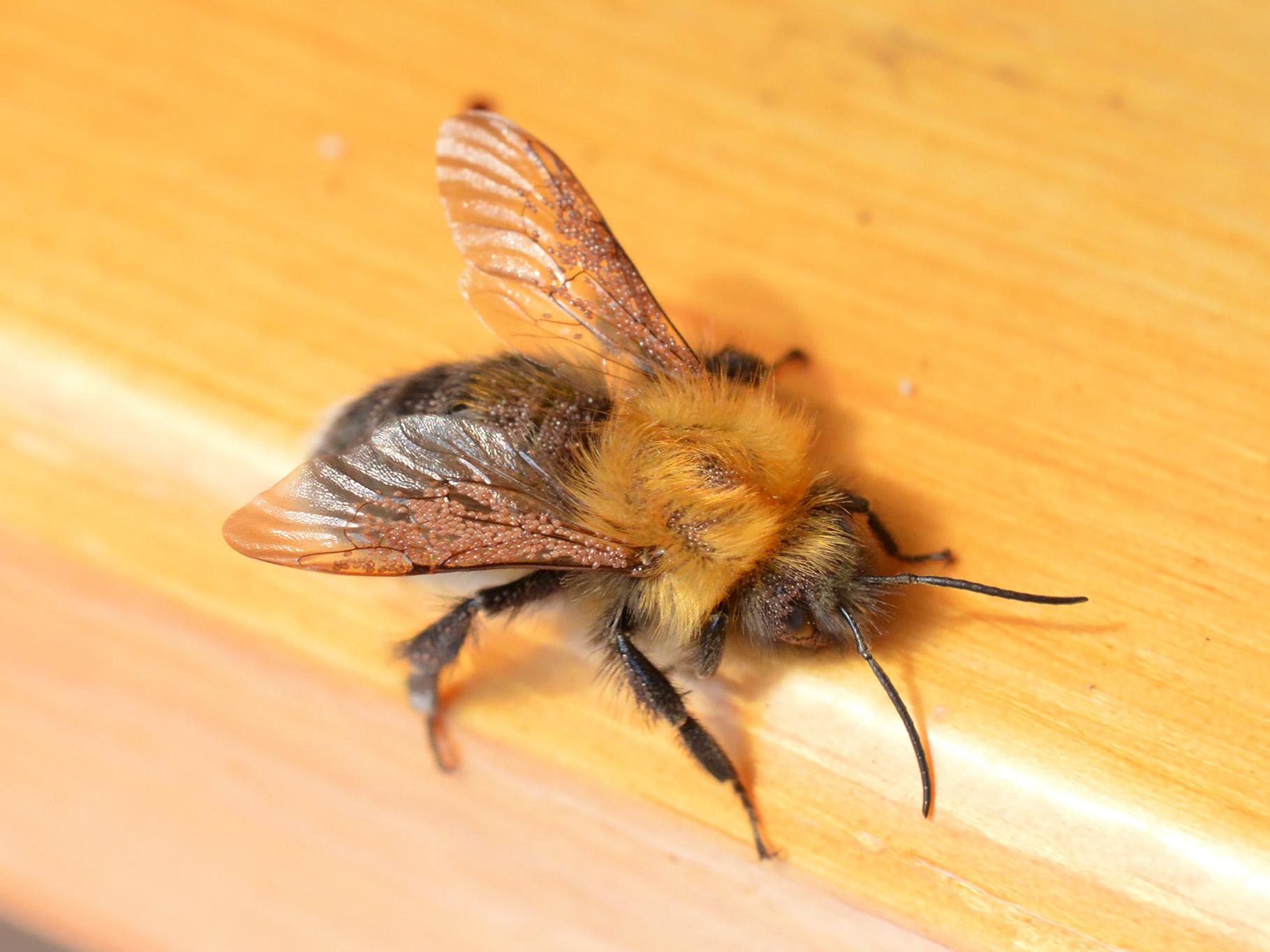
Macho Bombus hypnorum con ácaros foréticos.

Pyrobombus es un subgénero de abejorros Bombus.
Se distribuyen ampliamente en el Holártico, se pueden encontrar por el sur de Groenlandia, por toda Europa, por toda Rusia, por China, por las Filipinas, y por toda América del Norte y central. Habitan en praderas de montaña, bosque, pastizal, hábitats semidesérticos y bosque montano tropical. Este subgénero incluye especies tanto de la tundra ártica como de los bosques tropicales de montaña.
Su lengua es medianamente larga por lo que visitan flores de poca o mediana profundidad. Crean pequeñas colonias que pueden estar tanto bajo tierra como en la superficie. Las mayores concentraciones de colonias de estos abejorros se dan en el oeste de Canadá donde coinciden hasta 13 especies en un mismo hábitat. Son importantes polinizadores de manzanas y arándanos.

## Taxonomía
El subgénero Pyrobombus fue descrito originalmente por el entomólogo austríaco Karl Wilhelm von Dalla Torre y publicado en Naturhistoriker 2, 40-41 en 1880. Algunas especies son mímicas de otras, lo cual hace difícil su identificación.

## Especies
Este subgénero es el más numeroso del género Bombus junto con el subgénero Thoracobombus ya que cuenta con 50 especies:
- Bombus abnormis Tkalcu, 1968
- Bombus ardens Smith, 1879
- Bombus avanus Skorikov, 1938
- Bombus beaticola Tkalcu, 1968
- Bombus bifarius Cresson, 1878
- Bombus bimaculatus Cresson, 1863
- Bombus biroi Vogt, 1911
- Bombus brodmannicus Vogt, 1909
- Bombus caliginosus Frison, 1927
- Bombus centralis Cresson, 1864
- Bombus cingulatus Wahlberg, 1854
- Bombus cockerelli Franklin, 1913
- Bombus ephippiatus Say, 1837
- Bombus flavescens Smith, 1852
- Bombus flavifrons Cresson, 1863
- Bombus frigidus Smith, 1854
- Bombus haematurus Kriechbaumer, 1870
- Bombus huntii Greene, 1860
- Bombus hypnorum Linnaeus, 1758
- Bombus impatiens Cresson, 1863
- Bombus infirmus Tkalcu, 1968
- Bombus infrequens Tkalcu, 1989
- Bombus jonellus Kirby, 1802
- Bombus kotzschi Reinig, 1940 [sic]
- Bombus lapponicus Fabricius, 1793
- Bombus lemniscatus Skorikov, 1912
- Bombus lepidus Skorikov, 1912
- Bombus luteipes Richards, 1934
- Bombus melanopygus Nylander, 1848
- Bombus mirus Tkalcu, 1968
- Bombus mixtus Cresson, 1878
- Bombus modestus Eversmann, 1852
- Bombus monticola Smith, 1844
- ?Bombus oceanicus Friese, 1909
- Bombus parthenius Richards, 1934
- Bombus perplexus Cresson, 1863
- Bombus picipes Richards, 1934
- Bombus pratorum Linnaeus, 1761
- Bombus pressus Frison, 1935
- Bombus pyrenaeus Pérez, 1880
- Bombus rotundiceps Friese, 1916
- Bombus sandersoni Franklin, 1913
- Bombus sitkensis Nylander, 1848
- Bombus sonani Frison, 1934
- Bombus subtypicus Skorikov, 1914
- Bombus sylvicola Kirby, 1837
- Bombus ternarius Say, 1837
- Bombus vagans Smith, 1854
- Bombus vandykei Frison, 1927
- Bombus vosnesenskii Radoszkowski, 1862
- Bombus wangae Williams et al., 2009
- Bombus wilmattae? Cockerell, 1912